# Music Complete
Music Complete è il decimo album in studio del gruppo musicale inglese New Order, pubblicato nel settembre 2015.
Su Metacritic totalizza 76/100, punteggio basato su 22 recensioni.

## Tracce
1. Restless – 5:28
2. Singularity – 5:37
3. Plastic – 6:55
4. Tutti Frutti (feat. La Roux) – 6:22
5. People on the High Line (feat. La Roux) – 5:41
6. Stray Dog (feat. Iggy Pop) – 6:17
7. Academic – 5:54
8. Nothing but a Fool – 7:43
9. Unlearn This Hatred – 4:19
10. The Game – 5:06
11. Superheated (feat. Brandon Flowers) – 5:04

## Formazione
- Bernard Sumner – voce, chitarra, tastiere, sintetizzatori
- Stephen Morris – batteria, percussioni, tastiere, sintetizzatori, programmazioni
- Gillian Gilbert – tastiere, sintetizzatori
- Phil Cunningham – chitarre, tastiere, sintetizzatori
- Tom Chapman – basso, tastiere, sintetizzatori